# The March of the Women
The March of the Women (La Marche des femmes) est un chant composé par Ethel Smyth, sur des paroles de Cicely Hamilton en 1910. Il est devenu l'hymne des suffragettes de la Women's Social and Political Union et plus largement du mouvement pour le droit de vote des femmes au Royaume-Uni.

## Histoire
Ethel Smyth rejoint la Women's Social and Political Union et elle compose en 1910 la musique de cette marche, dont les paroles sont l’œuvre de l’écrivaine féministe Cicely Hamilton, et qu'elle dédie à la WSPU. Elle est interprétée pour la première fois le 21 janvier 1911 pour accueillir des suffragettes à leur sortie de prison,.
Ethel Smyth dirige également l'œuvre lors d'un rassemblement au Royal Albert Hall le 23 mars 1911. 
En 1912, elle est condamnée à deux mois de prison pour avoir cassé la fenêtre de la résidence d'un secrétaire d’État lors d’une manifestation. Dans la prison de Holloway, elle dirige une représentation mémorable de la March of the Women, comme l'écrit le chef d'orchestre Thomas Beecham après une visite qu'il lui rendit : « Quand je suis arrivé, le gardien de la prison était pris d’un fou rire. Il m’a dit « Entrez dans le quadrilatère. » Il y avait… une douzaine de dames, marchant de long en large et chantant fort. Le gardien me montra une fenêtre où se trouvait Ethel ; elle était penchée, et dirigeait vigoureusement avec une brosse à dents, se joignant au chœur sur sa propre chanson. »

## Versions

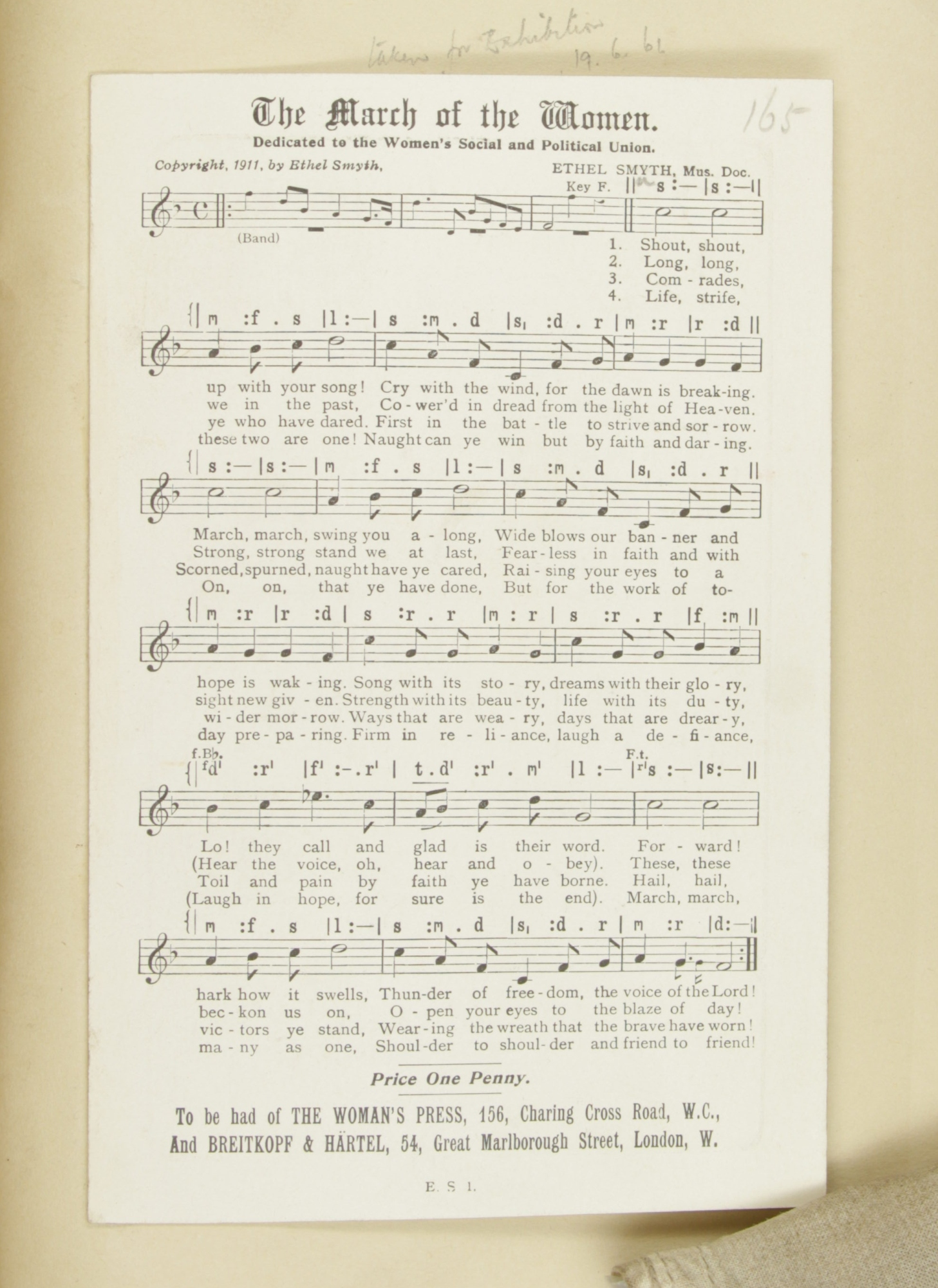
Partition vocale de The March of the Women (1911).

La partition est publiée pour la première fois en 1911 dans une version pour voix de femmes à l'unisson avec accompagnement de piano ad libitum.
Smyth place une version pour chœur et orchestre à la fin de ses Songs of Sunrise, trois mélodies créées le 1er avril 1911 au Queen's Hall de Londres. 
En 1914, pour le King Albert's Book, elle rédige un arrangement pour piano seul. 
En mars 1930, elle dirige une version pour orchestre militaire, interprété par le Metropolitan Police Band, à l'occasion du dévoilement d'une statue en hommage à Emmeline Pankhurst dans les jardins de Victoria Tower Gardens.
L'air de La Marche des femmes apparaît également dans l'ouverture de son opéra The Boatswain's Mate (Le Second du maître d’équipage).

## Reprise de la musique
L’œuvre est réutilisée en 2015 par le compositeur de musique de film Alexandre Desplat dans le film Les Suffragettes.